# Gerhard Hirschmann (Politiker, 1993)

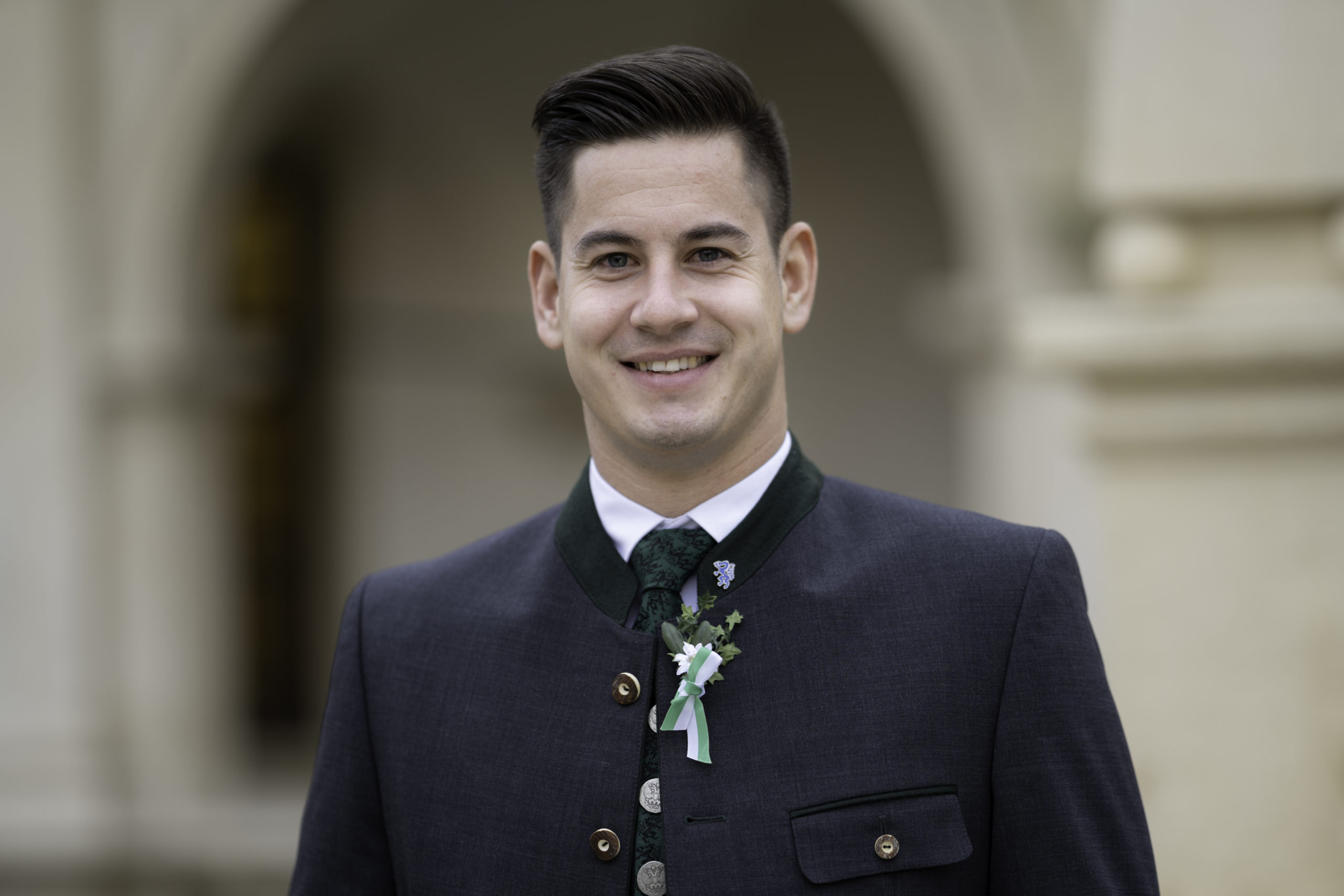
Hirschmann nach der Landtagswahl 2019

Gerhard Hirschmann (* 27. März 1993) ist ein österreichischer Politiker der Freiheitlichen Partei Österreichs (FPÖ). Vom 17. Dezember 2019 bis zum 24. März 2020 war er Abgeordneter zum Landtag Steiermark. Vom 5. November 2024 bis zum 17. Dezember 2024 war er vom Landtag Steiermark entsandtes Mitglied des Bundesrates. Seit dem 18. Dezember 2024 ist er wieder Landtagsabgeordneter.

## Leben
Gerhard Hirschmann wurde nach der Gemeinderatswahl 2015 Mitglied des Gemeinderates in Heiligenkreuz am Waasen. Von November 2017 bis Oktober 2019 war er Mitarbeiter des Nationalratsabgeordneten Josef Riemer im FPÖ-Parlamentsklub. Im März 2019 wurde Hirschmann als Nachfolger von Riemer zum FPÖ-Bezirksparteiobmann im Bezirk Leibnitz gewählt. Von Juni 2019 bis September 2021 war er Landesobmann-Stellvertreter des Ringes Freiheitlicher Jugend (RFJ) in der Steiermark.
Bei der Landtagswahl 2019 kandidierte er auf dem 18. Listenplatz der Landesliste sowie hinter Spitzenkandidat Mario Kunasek auf dem zweiten Listenplatz im Landtagswahlkreis 3 (Weststeiermark). Am 17. Dezember 2019 wurde er zu Beginn der XVIII. Gesetzgebungsperiode als Abgeordneter zum Landtag Steiermark angelobt, wo er Mitglied in den Ausschüssen für Notsituationen, Kontrolle, Klimaschutz, Europa sowie Verfassung wurde. Im FPÖ-Landtagsklub war er für die Bereiche Jugend, Menschenrechte, Umwelt und Klimaschutz sowie Suchtfragen und Drogen zuständig.
Im Zuge der Berichterstattungen über jene, die die Ausgangsbeschränkungen ignorieren, wurde auch über eine „Corona-Party“ mit lauter Musik von vier Männern am 21. März 2020 in einem Vereinslokal in Heiligenkreuz am Waasen berichtet. Einer dieser vier war Hirschmann, der wie die anderen von der Polizei in der Folge angezeigt wurde. Neben scharfer Kritik durch andere Parteien wurde er auch parteiintern verwarnt. Daraufhin erklärte Hirschmann am 24. März seinen Rücktritt von allen politischen Funktionen, weil ihm eine „seriöse Fortführung seiner politischen Tätigkeit im Sinne der FPÖ nicht mehr möglich“ sei. Im Landtag rückte mit 7. April 2020 Helga Kügerl auf den frei gewordenen Platz nach. Hirschmann blieb Gemeinderat in Heiligenkreuz am Waasen. Bereits einen Monat später präsentierte er sich am 9. Mai auf der Facebook-Seite der Heiligenkreuzer FPÖ erneut als Bezirksparteiobmann und deren Spitzenkandidat für die Gemeinderatswahlen in der Steiermark 2020. Das Strafverfahren gegen Hirschmann wurde eingestellt. In der konstituierenden Sitzung am 23. Juli 2020 wurde er zum Gemeindekassier von  Heiligenkreuz am Waasen gewählt.
Am 19. März 2022 wurde Hirschmann von 96,77 % der Delegierten wieder zum FPÖ-Bezirksparteiobmann im Bezirk Leibnitz gewählt.
Ab dem 5. November 2024 war er vom Landtag Steiermark entsandtes Mitglied des Bundesrates. Er rückte für Andrea Michaela Schartel nach, die nach der Nationalratswahl 2024 vom Bundesratsmandat in den Nationalrat wechselte.  Nach der Landtagswahl 2024 wechselte er vom Bundesrat in den Landtag. Für die Gemeinderatswahlen in der Steiermark 2025 wurde er erneut FPÖ-Spitzenkandidat und Bürgermeisterkandidat in Heiligenkreuz am Waasen.